# Rif central
 (octobre 2022).
La mise en forme du texte ne suit pas les recommandations de Wikipédia : il faut le « wikifier ».
Les points d'amélioration suivants sont les cas les plus fréquents. Le détail des points à revoir est peut-être précisé sur la page de discussion.
- Les titres sont pré-formatés par le logiciel. Ils ne sont ni en capitales, ni en gras.
- Le texte ne doit pas être écrit en capitales (les noms de famille non plus), ni en gras, ni en italique, ni en « petit »…
- Le gras n'est utilisé que pour surligner le titre de l'article dans l'introduction, une seule fois.
- L'italique est rarement utilisé : mots en langue étrangère, titres d'œuvres, noms de bateaux, etc.
- Les citations ne sont pas en italique mais en corps de texte normal. Elles sont entourées par des guillemets français : « et ».
- Les listes à puces sont à éviter, des paragraphes rédigés étant largement préférés. Les tableaux sont à réserver à la présentation de données structurées (résultats, etc.).
- Les appels de note de bas de page (petits chiffres en exposant, introduits par l'outil «  Source ») sont à placer entre la fin de phrase et le point final[comme ça].
- Les liens internes (vers d'autres articles de Wikipédia) sont à choisir avec parcimonie. Créez des liens vers des articles approfondissant le sujet. Les termes génériques sans rapport avec le sujet sont à éviter, ainsi que les répétitions de liens vers un même terme.
- Les liens externes sont à placer uniquement dans une section « Liens externes », à la fin de l'article. Ces liens sont à choisir avec parcimonie suivant les règles définies. Si un lien sert de source à l'article, son insertion dans le texte est à faire par les notes de bas de page.
- La présentation des références doit suivre les conventions bibliographiques. Il est recommandé d'utiliser les modèles {{Ouvrage}}, {{Chapitre}}, {{Article}}, {{Lien web}} et/ou {{Bibliographie}}. Le mode d'édition visuel peut mettre en forme automatiquement les références.
- Insérer une infobox (cadre d'informations à droite) n'est pas obligatoire pour parachever la mise en page.

Pour une aide détaillée, merci de consulter Aide:Wikification.
Si vous pensez que ces points ont été résolus, vous pouvez retirer ce bandeau et améliorer la mise en forme d'un autre article.
Le Rif Central est une région géographique et culturelle du Maroc, bordée au nord par la Méditerranée, à l'Ouest par le Pays Jbala et les Ghomaras puis à l'Est par le Rif oriental.  
Le Rif Central est partagé entre 3 régions, la région de Tanger-Tétouan-Al Hoceïma (Al-Hoceima, Imzouren, Bni Hadifa, Bni Ammart), la région de Fès-Meknès (Aknoul, Tizi Ouasli, Boured) et enfin la région de l'Oriental (Temsamane, Midar, Tafersit).

## Géographie
Le Rif Central bénéficie d’un climat plutôt tempéré et arrosé en dehors de l’été. Soumis à l’influence atlantique côté ouest mais plus aride coté est, il est doté d’une terre plutôt fertile et productive notamment chez les Asht Ashem et chez les Ait Ouriaghel de la plaine de Nekour, ce qui permet à la région d’atteindre une densité rurale parmi les plus fortes du pays, et d’être dotée de chevaux.

## Culture
La langue et la culture du Rif Central est Zénète et Senhadjienne, cependant mise à part Ait Touzine les toponymes sont souvent Sanhadja. Il y a une absence de grande Zaouïa en dehors de Tafersit, ce qui les distingue du Rif Oriental.
La seule tribu arabophone de cet ensemble demeurant Marnissa,,.

## Histoire
Bien que les noms des tribus soient très anciens et parfois même déjà cités du temps de l'émirat de Nekor, leur configuration actuelle (faction, leff et sous-factions) date des Mérinides/Wattassides dont elles ont constitué le fief jusqu’à la disparation du dernier prince/gouverneur Wattasside dans ces montagnes durant le règne saadien.  
Les tribus du Rif Central occupèrent de tout temps une position stratégique au sein de la géographie marocaine, elles contrôlaient les principaux cols permettant  l’accès aux seuls ports méditerranéens directement reliés à Fès (principalement Badis et dans une moindre mesure Nekour).
Situées donc sur les routes de Gênes et Venise, et ayant accès à l’Europe, les tribus du Rif Central ont ainsi pu pour acquérir une supériorité militaire certaine sur le reste du pays.
L’exemple le plus représentatif demeure l’adoption précoce et massive du fusil à répétition, la fabrication de munitions et même la maitrise de l’artillerie moderne qui étonnera les armées européennes après la bataille d’Anoual,,.

### Jaych Ar-Rifi
C’est cette supériorité militaire très tôt acquise qui donnera l’idée à Ismaïl ben Chérif de créer un Guich composé exclusivement de ces tribus servant ainsi de rempart aux invasions européennes principalement à Tanger et dont les nombreux toponymes de quartier (Igzenayen, Ait Ouriaghal etc ) témoignent encore de ce corps militaire dirigé par une dynastie de pachas originaires de Temsamane.

### Affrontements contre la France
L'émir Abdelkader ibn Muhieddine dont l'ancêtre est originaire de la Zaouïa de Tafersit, et donc de la tribu Aït Touzine, chercha dès le départ de son épopée le soutien des tribus du Rif Central. Il le trouva d'abord chez ses parents Aït Touzine qui formèrent sa garde rapprochée, puis ce fut au tour de l'alliance Ait Ammart/Asht Assem (plus grande faction de Igzenayen) de conquérir en son nom la ville de Taza en 1847.
En 1915 plusieurs factions du Rif Central (il séjourna plusieurs années à Boured) rejoignirent Abdelmalek,(le petit-fils de l'émir Abdelkader), ils combattirent la France jusqu'en 1919, il menaça Fès à plusieurs reprises et faillit embraser tout le Maroc, notamment les Zayanes et les Bni Ourain, mais il fut hésitant au moment d'appeler au djiahd car il jouait sur plusieurs tableaux, avec la France, l'Espagne et l'Allemagne, ce qui lui fit perdre de son prestige et il fut mis de côté. Plus tard il viendra tout de même en aide à Abdelkrim Al-Khattabi, mais des dissensions apparaitrons rapidement, il fut tué à Midar en 1924 par ses propres hommes qui espéraient ainsi rejoindre Abdelkrim Al-Khattabi,,.
On retrouve encore aujourd'hui bon nombre des descendants de ces combattants (Ait Touzine, Ait Ammart, Igzennayen) dans les patronymes et toponymes de la région de Lamtar près de Mascara, ancien fief de l'émir Abdelkader en Algérie. 

### Bled Siba et affrontements avec l'Espagne
À partir de la fin du XIXe siècle, tout le Rif est dans un état de guerre permanent avec l’Espagne. Alternant des épisodes particulièrement intenses (Mohamed Améziane, Guerre de Melilla (1860), Guerre de Margallo (1893/1894) etc ), avec des périodes de relatives stabilité externe.
À cela il faut ajouter que depuis quelques dizaines d’années le Rif vit alors dans un relatif état d’anarchie appelé Siba,.
Si par moments des Caïds et des Cadis sont nommés comme lors de l’expédition punitive du Vizir Baghdadi contre Iboqayen, la majorité du temps les tribus vivent en totale autonomie vis-à-vis du pouvoir central, dans le Rif Central profond autrefois bastion des Wattasssides (Ait Ammart, nord de Igzenayen, sud de Ait Ouriaghel) des quasi principautés tribales voient le jour, et de puissantes familles d’Imagharen (seigneurs tribaux) émergent (Ababou, Bekkich, Aberchan , Ahmidou…) qui vont jouer un rôle très importants dans les évènements de la Guerre du Rif à venir, certains du côté colons (Aberchan, Bekkcih, Medbouh, Ahmidou..) d’autres du côté rifains (Ababou,,).

### Le Rogui Bouhmara
Le Rogui Bou Hmara, soutenu en sous-main par la France, se fit proclamer sultan à Taza en 1902. S’il put bénéficier au départ d’une certaine passivité des tribus du Rif Central, voire du soutien de certaines familles en les nommant Caïd comme Medbouh à Jbarna (Sud de Igzenayen), très vite son alliance avec l’Espagne posa problème et autant que les guerriers du Chérif Mohamed Améziane alors en guerre ouverte avec le colon espagnol dans la région de Melilla, qu’une alliance Ait Ammart/Ait Ouriaghel/Igzenayen , se mirent à le combattre et lui infligèrent de sérieuses défaites au nom du Sultan, ce qui sauva le trône, alors même que les armées officielles conduites par le El Glaoui en personne avaient été largement défaites à Taza en 1907,.
Si les tribus du Rif Central permirent d’écarter du trône cet imposteur, paradoxalement cela conduisit aussi la France à accélérer son entreprise de colonisation notamment en faisant pression pour dissoudre les armées du Sultan (en dehors des harkas du sud déjà sous contrôle français),  le Glaoui d’ailleurs commença alors, à la suite de sa disgrâce conséquence de sa défaite à Taza, à soutenir moulay Abdelhafid contre son frère Sultan, et donc cela précipita la signature du protectorat 5 ans plus tard,.

## Composition tribale
Le Rif Central est composé de plusieurs tribus ;

### Ait Ouriaghel
La tribu est divisée en 5 grandes factions :
- Ait Youssef ou 'Ali : Littéralement les descendants de Youssef fils de Ali, établis autour de la ville d'Al Hoceima et d'Ajdir. Abdelkrim El Khattabi en est originaire.
- Ait Bou'ayach : Comprend les villes d'Imzouren, Beni Bouayach. Numériquement la plus peuplée.
- Ait Hadifa : Aux alentours du village d'Ait Hadifa.
- Ait Abdellah : Aux alentours du village d'Ait Abdellah.
- Imrabden : Autour de plusieurs anciennes zaouias (Sidi Aissa, Sidi Boukhiyar etc).

### Igzennayen
La tribu est divisée en 6 grandes factions :
- Asht Ashem :  Ajdir, Boured, Tamjount, Izeroualen, Aghbal fraction la plus grande (environ 1/3 de la tribu) et entièrement montagnarde composée des sous factions suivantes: Izeroualen, Imesdurar, Izkriten, Ikhoualen, Iharrassen, Asht Fendish, Ibkrien, Iherruchen.
- Asht Mḥend : Boujettou, Aḥfir.
- Asht Aru Issa : Dchar Sidi Issa.
- Asht Yunes : Kassita, Tizi Ouasli.
- Ichawiyen : Aknoul.
- Jbarna : Tizroutine, Dar Caid Medbouh.

### Ait Ammart
La tribu est divisée en 4 grandes factions :
- Ija'Unen :  Bni Ammart, Bohout, Tagraout, Douar Khayzete.
- Ait Abbu : Tazroute, Timlizine, Bouzineb ,Ibouyabghan, Aghil, Ait Msita.
- Ait Hussein
- Yin Said Uxlif : Al Maali, Ibajbijen, Sidi Bouchta.

### Temsamane
La tribu est divisée en 5 grandes factions :
- Ait Taaban 
- Ait Boudinar
- Ait Trougout
- Aït Marghnine
- Ait Amghar 

### Iboqayen
La tribu est divisée en 3 grandes factions :
- Izmmuren : Al-Hoceima
- Taghidhith
- Azghar 

### Aït Touzine
La tribu est divisée en 5 grandes factions :
- Igharbiyen : installés à Midar et ses environs, jusqu'à Ifanni.
- Ait Akki : installés dans la vallée de Nekor.
- Aït Beräiez : qu'on retrouve vers Ijarmaouas.
- Aït Tseft : géographiquement répartis entre Ighzar et Nekor.
- Les Tighza : à l'Est du territoire des Aït Touzine, vers l'Ouelad Ali Ben Issa, une zone pourtant majoritairement contrôlée par les Igzenayen.

### Tafersit
La tribu est divisée en 2 factions : 
- Ait Imo Muhend
- Ait Khaled 
La famille de l'émir Abdelkader ibn Muhieddine est originaire de cette tribu.
Selon August Moulieras au XIXe siècle Tafersit faisait partie de la tribu Ait Touzine, bien que gardant une large autonomie, ils décidèrent de s'en séparer.

### Marnissa
Cette tribu est pas divisée en deux factions et c'est la seule tribu arabophone du Rif Central. L'ancienne tribu faction limitrophe de gzenaya était anciennement nommée Beraber telles que mentionnée par les écrits coloniaux. 

### Sociologie
- Khalid Mouna, « Les nouvelles figures du pouvoir dans le Rif central du Maroc », Anthropologie et Sociétés, vol. 35, nos 1-2,‎ 2011, p. 229–246 (ISSN 0702-8997 et 1703-7921, DOI 10.7202/1006388ar, lire en ligne, consulté le 30 septembre 2022)
- M. Lazaar, « [The consequences of emigration in the Central Rif (Morocco)] », Revue Europeenne Des Migrations Internationales, vol. 3, nos 1-2,‎ 1987, p. 97–114 (ISSN 0765-0752, PMID 12341518, lire en ligne, consulté le 30 septembre 2022)*Mhamed Boudouah et Najate Mimouni, « Evolution de l’habitat rural et son devenir dans le Rif Central (Senhaja Sraîr) », Revue "Tidighin" des Recherches Amazighes et Développement, no 5,‎ 2016 (ISSN 2028-9782, lire en ligne, consulté le 30 septembre 2022)
- Maurer G., 1968, « Les paysans du Haut Rif central », Revue de géographie du Maroc, 14 : 3-70.

### Géographie, géologie, climatologie
- Lahsen Ait Brahim et Pierre Chotin, « Genesis and deformation of the central Rif neogene basins (Morocco) during the closing up of European and African plates », Geodinamica Acta, vol. 3, no 4,‎ 1er janvier 1989, p. 295–304 (ISSN 0985-3111, DOI 10.1080/09853111.1989.11105194, lire en ligne, consulté le 30 septembre 2022)
- Lahcen Asebriy, Patrick de Luca, Jacques Bourgois et Pierre Chotin, « Resédimentations d'âge sénonien dans le Rif central (Maroc): conséquences sur les divisions paléogéographiques et structurales de la chaîne », Journal of African Earth Sciences (1983), vol. 6, no 1,‎ 1er janvier 1987, p. 9–17 (ISSN 0731-7247, DOI 10.1016/0899-5362(87)90103-5, lire en ligne, consulté le 30 septembre 2022)
- Raynal, R. “Une Montagne Méditerranéenne Humide : Le Rif Central.” Annales de Géographie, vol. 80, no. 437, 1971, pp. 113–16. JSTOR, http://www.jstor.org/stable/23447604. Accessed 30 Sep. 2022